# Thymol
Le thymol est un phénol contenu dans l'huile de thym et dans les huiles essentielles (volatiles) de plusieurs autres plantes. Il se présente sous forme de cristaux incolores avec une odeur aromatique caractéristique. On l'utilise notamment pour ses propriétés antiseptiques, antibactériennes et antifongiques ainsi que pour stabiliser les préparations pharmaceutiques.

## Propriétés physico-chimiques
Cristaux très peu solubles dans l'eau, solubles dans les solvants organiques, les alcools, le gras et l'huile.

## Propriétés pharmacologiques
Le thymol est utilisé entre autres dans le traitement contre le varroa, parasite de la famille des acariens attaquant l'abeille. En entomologie, le thymol cristallisé est utilisé pour la conservation des spécimens comme répulsif contre les insectes ravageurs.
Le thymol présente, in vivo, des propriétés significatives en tant qu'anti-inflammatoire, améliorant, les affections des systèmes digestif, cardiovasculaire, respiratoire, les dommages cutanés et les brûlures.